# مطالع الأنوار
مطالع الأنوار هو ملخصٌ لكتاب "تاريخ نبيل" والذي هو وصفٌ لأحداث الديانات البابية والبهائية المبكرة، والذي كتبها المؤرخ نبيل زرندي الملقب بنبيل الأعظم باللغة الفارسية في 1887م-1888م.
نُشرت الترجمة الإنجليزية لكتاب "تاريخ نبيل" من قِبل شوقي أفندي عام 1932م تحت مسمى The Dawn Breakers ثم تُرجمت فيما بعد للعربية تحت مسمى "مطالع الأنوار".

## نبذة تعريفية
يعتمد الكتاب بشكلٍ أساسيٍ على مذكرات البابيين الأوائل الباقين على قيد الحياة، وكان نبيل نفسه مشاركًا في العديد من المشاهد التي يرويها.
تم التقاط العديد من صور المواقع التاريخية البهائية في إيران التي توضّح الكتاب بواسطة إيفي (أوفيميا) بيكر. طلب منها شوقي أفندي القيام بذلك في أوائل الثلاثينيات، وسافرت إلى إيران بمفردها بالسيارة من حيفا، فلسطين الانتدابية، لإتمام هذه المهمة.
كانت نية شوقي أفندي من نشر الترجمة الإنجليزية هي إلهام القرّاء بالمزيد من التفاني والتضحية بالنفس. أعطى أهميةً لدراسة كتاب مطالع الأنوار، ووصف البهائيين بأنهم "أحفاد روحيون لمطالع الأنوار". 

## السرد

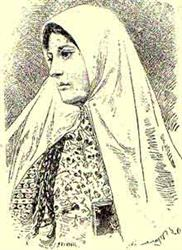
طاهرة قرة العين

يروي جزء الكتاب الذي نُشر باللغة الإنجليزية قصة التاريخ البهائي المبكّر، وتدور أحداثه في إيران في القرن التاسع عشر حتى عام 1853م تقريبًا. يركّز السرد على الشيخ أحمد والسيد كاظم الرشتي، وحياة الباب، وحروف الحي، ومن بينهم الملا حسين، والقدوس، والطاهرة، وبهاءالله.
يقول ويليام ب. كولينز أن السرد يعكس، بالإضافة إلى التاريخ، قصةً مقدسةً عالميةً أو أسطورة عالمية كما وصفها جوزيف كامبل (على سبيل المثال، قصة الملا حسين).

## ترجمات
تم تحرير العمل لأول مرةٍ، وترجمته جزئيًا إلى الإنجليزية وطبعه عام 1932م على يد شوقي أفندي، حفيد بهاءالله، مؤسس الدين البهائي. تغطي هذه الترجمة النصف الأول تقريبًا من الكتاب الأصلي. لم يتم نشر النص الأصلي بالكامل مطلقًا، على الرغم من وجود ترجماتٍ فارسيةٍ وعربيةٍ للنسخة الإنجليزية لشوقي أفندي. تمت ترجمة الكتاب، سواءً النسخة الكاملة أو المختصرة، إلى عدة لغاتٍ أخرى أيضًا. المخطوطة الأصلية محفوظةٌ في الأرشيف البهائي الدولي في حيفا.
يقول حسن باليوزي، الذي استخدم الجزء الثاني من الكتاب كأحد مصادره لكتابة Baháʼu'lláh, King of Glory، إنها تتعلق في الغالب بالأحداث التي شهدها نبيل بأم عينيه. تم تضمين أجزاء كبيرة من النص الأصلي في المجلدات الثمانية من تاريخ ظهور الحق، وهو تاريخ الديانتين البابية والبهائية والذي يتضمن مواد وثائقية كتبها وجمعها العالم البهائي الإيراني ميرزا أسد الله فاضل مازندراني [الإنجليزية] في أواخر الثلاثينيات وأوائل الأربعينيات، و هو منشورٌ باللغة الفارسية على الإنترنت.

## تأثيره
كان للكتاب تأثيرٌ كبيرٌ على فهم البهائيين الغربيين لدينهم وارتباطه بالبابية.
تستخدم بهية نخجواني قصة سرقة خرج الباب أثناء حجه إلى مكة، في الفصل السابع من مطالع الأنوار ، كنقطةٍ محوريةٍ في روايتها The Saddlebag — A Fable for Doubters and Seekers.
تمت تسمية العديد من المجموعات والمنظمات باسمها، أبرزها مهرجان الفيلم السينمائي المعروف بـ Dawn Breakers International Film Festival،  مدرسة Dawn Breakers الثانوية  في الهند، والمجموعة الموسيقية Dawnbreaker Collective ومقرها لوس أنجلوس، وDawnbreakers (b-boy dance crew) ومقرها لندن، ومجموعة موسيقية عام 1966م من تأليف Seals and Crofts تسمى "Dawnbreakers"، وشركة النشر الألمانية "DawnBreakers Publisher".